# Luis Hurtado
Luis Alfonso Hurtado Osorio (Cali, Valle del Cauca, 24 de enero de 1994) es un futbolista colombiano. Juega como guardameta y actualmente milita en Patriotas Boyacá de la Categoría Primera A cedido por el Deportivo Cali.
Ha participado en la Selección Colombia Sub 15, Selección Colombia Sub-17, Selección Colombia Sub-20 y en la Selección Colombia Sub-23 de los Juegos Olímpicos de Río de Janeiro 2016.

## Selección nacional
Luis Alfonso ha sido convocado a la mayoría de las selecciones Colombia en sus categorías menores, su primer y única actuación en el sudamericano Sub-20 fue el portero titular reemplazando a Cristian Bonilla en el partido final frente a la selección de Paraguay, tuvo una gran actuación en la cual solo recibió un gol y esta se produjo por un error defensivo.
Disputaría los Juegos Olímpicos de Río de Janeiro 2016 con la Selección de fútbol sub-23 de Colombia en el que llegarían a los cuartos de final donde fueron eliminados por los locales
| Campeonato                          | Sedes     | Resultado        | Partidos |
| ----------------------------------- | --------- | ---------------- | -------- |
| Sudamericano Sub-15                 | Bolivia   | Primera Fase     | 0        |
| Sudamericano Sub-17                 | Ecuador   | Primera Fase     | 1        |
| Sudamericano Sub-20                 | Argentina | Campeón          | 1        |
| Torneo Esperanzas de Toulon de 2013 | Francia   | Subcampeón       | 1        |
| Juegos Olímpicos 2016               | Brasil    | Cuartos de final | 0        |

## Clubes
| Club                | País      | Año           |
| ------------------- | --------- | ------------- |
| Deportivo Cali      | Colombia  | 2012 - 2016   |
| Atlético de Cali    | Colombia  | 2016          |
| Real Cartagena      | Colombia  | 2017          |
| Deportivo Pereira   | Colombia  | 2018          |
| Deportivo La Guaira | Venezuela | 2019          |
| Fortaleza F.C.      | Colombia  | 2019          |
| Deportivo Cali      | Colombia  | 2020          |
| Tauro F.C.          | Panamá    | 2020          |
| Patriotas Boyacá    | Colombia  | 2021-presente |

## Estadísticas
| Club                         | Temporada           | Liga  | Liga  | Copa Nacional | Copa Nacional | Copa Internacional | Copa Internacional | Total | Total |
| Club                         | Temporada           | Part. | Goles | Part.         | Goles         | Part.              | Goles              | Part. | Goles |
| ---------------------------- | ------------------- | ----- | ----- | ------------- | ------------- | ------------------ | ------------------ | ----- | ----- |
| Deportivo Cali · Colombia    | 2013                | 0     | 0     | 2             | 0             | -                  | -                  | 2     | 0     |
| Deportivo Cali · Colombia    | 2014                | 20    | 0     | 2             | 0             | 5                  | 0                  | 27    | 0     |
| Deportivo Cali · Colombia    | 2015                | 2     | 0     | 5             | 0             | -                  | -                  | 7     | 0     |
| Deportivo Cali · Colombia    | 2016                | 6     | 0     | 0             | 0             | 3                  | 0                  | 9     | 0     |
| Deportivo Cali · Colombia    | Total               | 28    | 0     | 9             | 0             | 8                  | 0                  | 45    | 0     |
| Atlético FC · Colombia       | 2016                | 2     | 0     | 0             | 0             | -                  | -                  | 2     | 0     |
| Atlético FC · Colombia       | Total               | 2     | 0     | 0             | 0             | 0                  | 0                  | 2     | 0     |
| Real Cartagena · Colombia    | 2017                | 25    | 0     | 3             | 0             | -                  | -                  | 28    | 0     |
| Real Cartagena · Colombia    | Total               | 25    | 0     | 3             | 0             | 0                  | 0                  | 28    | 0     |
| Deportivo Pereira · Colombia | 2018                | 30    | 0     | 1             | 0             | -                  | -                  | 31    | 0     |
| Deportivo Pereira · Colombia | Total               | 30    | 0     | 1             | 0             | 0                  | 0                  | 31    | 0     |
| Total en su carrera          | Total en su carrera | 85    | 0     | 13            | 0             | 8                  | 0                  | 106   | 0     |

## Palmarés

### Campeonatos nacionales
| Título                | Equipo         | País     | Año  |
| --------------------- | -------------- | -------- | ---- |
| Superliga de Colombia | Deportivo Cali | Colombia | 2014 |
| Torneo Apertura       | Deportivo Cali | Colombia | 2015 |

### Torneos Locales
| Título                     | Club           | Año  |
| -------------------------- | -------------- | ---- |
| Campeonato Postobon Sub-19 | Deportivo Cali | 2012 |

### Torneos internacionales
| Título                         | Club                         | Lugar     | Año  |
| ------------------------------ | ---------------------------- | --------- | ---- |
| Campeonato Sudamericano Sub-20 | Selección de Colombia Sub-20 | Argentina | 2013 |